# Contea di Sclafani
Unter der Bezeichnung Contea di Sclafani DOC werden italienische Weiß-, Rosé- und Rotweine sowie Schaumweine (Spumante) vermarktet, die auf Sizilien produziert werden. Die Weine besitzen seit 1996 eine „kontrollierte Herkunftsbezeichnung“ (Denominazione di origine controllata – DOC), die zuletzt am 7. März 2014 aktualisiert wurde. Im Februar 2019 hat die Kommission der Europäischen Union beschlossen, auf Antrag Italiens, den Namen von „Contea di Sclafani“ zu „Contea di Sclafani“/„Valledolmo – Contea di Sclafani“ zu ändern.

## Anbau
Das Anbaugebiet liegt sowohl in der Metropolitanstadt Palermo als auch in den Freien Gemeindekonsortien Caltanissetta und Agrigent.
Es umfasst folgende Gemeinden:
- in der Metropolitanstadt Palermo: Valledolmo, Caltavuturo, Alia und Sclafani Bagni und Teile der Gemeinden von Petralia Sottana, Castellana Sicula, Castronovo di Sicilia, Cerda, Aliminusa, Montemaggiore Belsito und Polizzi Generosa
- im Freien Gemeindekonsortium Caltanissetta: Vallelunga Pratameno und Villalba
- im Freien Gemeindekonsortium Agrigent: Teile der Gemeinde Cammarata

## Erzeugung
In diesem Weinbaugebiet werden Weiß-, Rosé-, Rot- und Schaum-Weine der folgenden Typologien erzeugt. Die Appellation schreibt bestimmte Mindestmengen von Rebsorten vor.
- Contea di Sclafani Bianco: mindestens 50 % Catarratto Bianco comune und/oder Insolia und Grecanico (einzeln oder gemeinsam), höchstens 50 % andere Rebsorten, die für den Weinanbau auf Sizilien zugelassen sind.
- Contea di Sclafani Rosato: mind. 50 % Nerello Mascalese sowie höchstens 50 % andere Rebsorten, die für den Weinanbau auf Sizilien zugelassen sind.
- Contea di Sclafani Rosso: mind. 50 % Nero d’Avola und/oder Perricone (einzeln oder gemeinsam) sowie höchstens 50 % andere Rebsorten, die für den Weinanbau auf Sizilien zugelassen sind.
- Außerdem werden fast sortenreine Weine angeboten, die mindestens 85 % der genannten Rebsorte enthalten müssen:
  - Contea di Sclafani Insolia
  - Contea di Sclafani Catarratto
  - Contea di Sclafani Grecanico
  - Contea di Sclafani Grillo
  - Contea di Sclafani Chardonnay
  - Contea di Sclafani Pinot bianco
  - Contea di Sclafani Sauvignon
  - Contea di Sclafani Nerello Mascalese
  - Contea di Sclafani Nero d’Avola (lokal auch „Calabrese“ genannt)
  - Contea di Sclafani Perricone
  - Contea di Sclafani Cabernet Sauvignon
  - Contea di Sclafani Pinot nero
  - Contea di Sclafani Syrah
  - Contea di Sclafani Merlot
  - Contea di Sclafani Sangiovese

## Beschreibung
Laut Denomination (Auszug):

### Contea di Sclafani Bianco
- Farbe: mehr oder weniger helles strohgelb, bisweilen mit grünlichen Reflexen
- Geruch: angenehm, fein, elegant
- Geschmack: harmonisch, zart, schmackhaft, wohlschmeckend
- Alkoholgehalt: mindestens 10,5 % Vol.
- Säuregehalt: mind. 4,5 g/l
- Trockenextrakt: mind. 15,0 g/l

### Contea di Sclafani Rosato
- Farbe: mehr oder weniger blassrosa
- Geruch: angenehm, fein, fruchtig, charakteristisch
- Geschmack: trocken, harmonisch, zart
- Alkoholgehalt: mindestens 10,5 % Vol.
- Säuregehalt: mind. 4,5 g/l
- Trockenextrakt: mind. 15,0 g/l

### Contea di Sclafani Rosso
- Farbe: mehr oder weniger intensiv rubinrot, bisweilen mit violetten Reflexen
- Geruch: angenehm, fein, weinig, mit typischen Aromen
- Geschmack: trocken, harmonisch, vollmundig
- Alkoholgehalt: mindestens 11,0 % Vol.
- Säuregehalt: mind. 4,5 g/l
- Trockenextrakt: mind. 21,0 g/l